# Nguyễn Lộ Trạch
Nguyễn Lộ Trạch (1853? - 1895?), tên tự là Hà Nhân, hiệu là Kỳ Am, biệt hiệu Quỳ Ưu, Hồ Thiên Cư Sĩ, Bàn Cơ Điếu Đồ, là nhà văn và là nhà cách tân đất nước Việt Nam ở nửa cuối thế kỷ XIX.

## Thân thế
Nguyễn Lộ Trạch sinh ngày 15 tháng 2 năm 1853 tại Cam Lộ, tỉnh Quảng Trị. Tuy nhiên, quê gốc của ông là làng Kế Môn, huyện Phong Điền, tỉnh Thừa Thiên (nay thuộc xã Điền Môn, huyện Phong Điền, tỉnh Thừa Thiên Huế).
Tổ tiên ông trước ở vùng châu Hoan - châu Ái (tức vùng Thanh Hóa - Nghệ An - Hà Tĩnh ngày nay), đến thế kỷ XVI, theo tướng Nguyễn Hoàng vào vùng Thuận Hóa. Cha ông là Nguyễn Thanh Oai, đỗ Tiến sĩ năm 1843 dưới triều vua Thiệu Trị (cùng khoa với danh thần Phạm Phú Thứ), từng giữ chức quyền Thượng thư bộ Hình, Tổng đốc Ninh Thái (gồm Bắc Ninh và Thái Nguyên).

## Luôn lo cho vận nước
Nguyễn Lộ Trạch là người đọc nhiều sách, biết nghề thuốc, có kiến thức sâu rộng, nhưng không đi thi, chỉ chú tâm vào con đường thực dụng. Ông thường ngao du khắp các tỉnh miền Trung, tìm người cùng chí hướng kết giao, được người đương thời gọi là "cậu ấm tàng tàng".
Năm 20 tuổi, ông kết hôn với Trần Thị Nhàn, con gái Phụ chính Trần Tiễn Thành. Ở văn phòng cha vợ, ông đã đọc được nhiều sách tân thư của Trung Quốc, đọc được cả những bản điều trần của Nguyễn Trường Tộ, và chịu ảnh hưởng những tư tưởng canh tân này.
Năm Tự Đức thứ 30 (Đinh Sửu 1877), kỳ thi Hội ở Huế có lấy chuyện "Sứ Pháp vào chầu, hòa hiếu hợp lễ" làm đề thi. Tuy không dự thi, nhưng Nguyễn Lộ Trạch đã dâng lên một bản "Thời vụ sách" (I), vạch rõ mưu kế giả vờ hòa nghị của thực dân Pháp, đồng thời khuyên triều đình nên "gấp lo tự cường tự trị" để cứu nước. Mặc dù, "Thời vụ sách" không được triều đình quan tâm đến, nhưng cũng đã gây được tiếng vang lớn trong giới sĩ phu.
Năm 1882, Cơ mật viện có ý cử ông sang Hương Cảng (Hồng Kông) học kỹ thuật, nhưng về sau không thành. Sau đó, ông có gửi thư lên cha vợ là Trần Tiễn Thành đề nghị ông nhắc nhở triều đình là "phải biết tự cường, tự trị, đồng thời phải biết mật giao với các cường quốc thù địch của Pháp như Anh, Đức,... để làm thế chân vạc kiềm chế Pháp". Nhưng khi xem xong, vua Tự Đức đã phê rằng "Ngôn hà quá cao" (Nói sao quá cao!) rồi thôi.
Tháng 4 năm đó, quân Pháp đánh thành Hà Nội lần thứ hai. Nguyễn Lộ Trạch liền dâng bản "Thời vụ sách" (II), nêu lên sách lược cứu nước khẩn trương gồm 5 điều:
1. Dời kinh đô về Thanh Hóa lấy chỗ địa thế hiểm yếu để giữ vững gốc nước.
2. Lập đồn điền ở các vùng rừng núi phía Bắc. Chọn lọc quân tinh nhuệ ở lại phòng thủ các đồn lũy, số còn lại đưa đến các đồn điền trên để làm ra lương thực.
3. Luyện binh thường xuyên và mua sắm vũ khí mới.
4. Đưa con em tài giỏi ra nước ngoài học khoa học thực nghiệm và cơ khí phương Tây.
5. Mở rộng ngoại giao với các nước châu Âu, nhất là nước Đức và nước Anh để kiềm chế Pháp, như cái lối "hợp tung thời Chiến quốc".

Song lần này, triều đình nhà Nguyễn cũng đã làm ngơ trước các đề nghị của ông.
Tháng Giêng năm Giáp Thân (1884), Phụ chính Nguyễn Văn Tường mời ông và Phạm Phú Đường (con trai Phạm Phú Thứ) đến kinh đô Huế bàn việc nước. Để nhắc lại lần nữa những luận điểm cơ bản trong kế sách chống ngoại xâm của mình, khi trở về, Nguyễn Lộ Trạch đã thảo một bức thư có tên là "Dữ Phạm Phú Đường thướng Phụ chính đại thần" (Thư đứng tên cùng Phạm Phú Đường gửi Phụ chính đại thần), rồi dâng lên ông Tường.
Tháng 5 năm Ất Dậu (tháng 7 năm 1885), kinh thành Huế thất thủ, vua Hàm Nghi chạy ra chiến khu Quảng Trị, ban bố dụ Cần Vương. Năm 1888, vua Hàm Nghi bị quân Pháp bắt, đồng thời phong trào Cần Vương bị đàn áp khốc liệt, Nguyễn Lộ Trạch đành phải lui về ở ẩn song vẫn không thôi khắc khoải về thời cuộc.
Năm 1892 dưới triều Thành Thái, lại có kỳ thi Hội ở Huế. Tuy không đi thi, nhưng nhân đầu đề hỏi về "đại thế hoàn cầu", ông cũng viết một bài có tên là "Thiên hạ đại thế luận" (Bàn về thế lớn trong thiên hạ) bàn về tình thế các nước Á Đông trước nguy cơ thôn tính của một số nước ở Phương Tây. Sau khi phân giải, ông đã chỉ ra đại để rằng: dã tâm xâm lược của thực dân Pháp đã có từ lâu, không vì chúng ta sợ sệt cầu hòa mà họ ngừng lại, cũng không vì chúng ta khiêu khích mà họ dấy binh nhiều hơn. Nay nhà vua và triều đình chỉ còn cách:
- Từ bỏ hẳn tệ quan liêu, tham nhũng, thói chuộng hư danh,... thì "biết đâu một ngày kia lại không thể tung hoành làm nên nghiệp lớn".
- Cần nắm lấy, kịp thời sửa sang chính trị, giáo dục để không khỏi phụ lòng mong mỏi của nhân dân.
Ông viết bài luận này cốt để khơi gợi cho vua Thành Thái và các quan đầu triều gấp lo phục hưng đất nước. Khi được công bố, nó đã gây được tiếng vang rộng rãi, được đông đảo sĩ phu và những người có tư tưởng cách tân tìm đọc và tán thưởng, trong số đó có Phan Bội Châu, Nguyễn Thượng Hiền, Trần Quý Cáp, Huỳnh Thúc Kháng, Vũ Phạm Hàm, Trương Gia Mô,...

## Qua đời
Về cuối đời, ông lại tiếp tục ngao du đó đây, tìm người tài giỏi kết bạn tri âm. Năm Ất Mùi (1895), ông làm một chuyến Nam du vào Phan Thiết, trung tâm tỵ địa của nhóm sĩ phu Nam Trung Bộ thuở ấy. Ông còn tính chuyện xuất dương nhưng chưa thực hiện được đã lâm bệnh nặng rồi mất tại Bình Định vào năm đó (1895), lúc 42 tuổi.
Năm 1957, con cháu Nguyễn Lộ Trạch đã đưa di cốt ông từ Bình Định về táng tại nghĩa trang của làng Kế Môn, thuộc xã Điền Môn, huyện Phong Điền, tỉnh Thừa Thiên Huế. Mộ ông hình tròn đơn giản, đường kính 3 m, thành cao 40 cm, dày 20 cm; và đã được nhà nước công nhận là di tích quốc gia theo quyết định số 52/2001/QĐBVHTT ngày 28 tháng 12 năm 2001.

## Tác phẩm
Tác phẩm của Nguyễn Lộ Trạch phần lớn đều bằng chữ Hán, gồm có:
- Quỳ Ưu lục: là tập hợp các bài văn nghị luận của ông (trong đó có "Thời vụ sách I, II" và "Thiên hạ đại thế luận"), do tự tay ông sắp xếp vào năm 1884.
- Kỷ trào lục (Tự nhạo mình như người nước Kỷ)
- Kỳ Am dã thoại (Những lời quê mùa của Kỳ Am)
- Kỳ Am thi văn toàn tập (Toàn tập thơ văn của Kỳ Am)
- Quốc ngữ thị phụ giai ẩn từ (Bài ca quốc ngữ khuyên vợ cùng đi ẩn).

Song phần lớn thơ văn trên đều đã thất lạc, chỉ còn lại tập Kỳ Am Nguyễn Lộ Trạch di văn (Những bài văn còn lại của Kỳ Am Nguyễn Lộ Trạch) do người đời sau góp nhặt. Trong đó có Quỳ Ưu lục, một số thư từ và 15 bài thơ.
Nhìn chung thơ ông mang âm hưởng trầm buồn. Văn nghị luận của ông, ngoài sự nhiệt huyết ra còn hấp dẫn người đọc ở những ví dụ giàu sức biểu cảm, vừa tác động vào cảm xúc, vừa có ý vị trào lộng hài hước, khiến người đọc không ai có thể thờ ơ,...

## Được khen ngợi và ghi công
Viết về Nguyễn Lộ Trạch, trong Từ điển nhân vật lịch sử Việt Nam có đoạn:
"Nguyễn Lộ Trạch tuy không xuất thân bằng con đường khoa cử, nhưng ông có một sức học uyên thâm với tinh thần thực dụng, và một tầm nhìn sâu sắc nên được giới sĩ phu yêu nước đương thời kính phục. Phan Châu Trinh, Trần Quý Cáp,... rất hâm mộ con người và thơ văn ông. Chính Huỳnh Thúc Kháng đã gọi ông là một "văn hào" của nền văn hóa Việt Nam".
Ghi công Nguyễn Lộ Trạch, ở thành phố Nha Trang (Khánh Hòa), thành phố Huế (Thừa Thiên Huế), quận Tân Phú (Thành phố Hồ Chí Minh), quận Hải Châu (thành phố Đà Nẵng), thành phố Hải Dương (Hải Dương)... đều có con đường mang tên ông.

## Sách tham khảo chính
- Nguyễn Huệ Chi, mục từ "Nguyễn Lộ Trạch" in trong Từ điển văn học (bộ mới). Nhà xuất bản Thế giới, 2004.
- Nguyễn Q. Thắng-Nguyễn Bá Thế, Từ điển nhân vật lịch sử Việt Nam, mục từ "Nguyễn Lộ Trạch". Nhà xuất bản Khoa học xã hội, 1992.
- Hoàng Hữu Yên, Văn học thế kỷ XIX, mục: "Nguyễn Lộ Trạch" Nhà xuất bản Khoa học xã hội, 2994.